# Aeroportul Boorama
Aeroportul Boorama (IATA: BXX) este un aeroport din Awdal⁠(d), Somalia ce deservește zona Boorama.
Situat la o altitudine de 1.470 m, aeroportul dispune de o singură pistă.